# Sándor András
Sándor András (n. 28 martie 1934, Budapesta, Regatul Ungariei – d. 5 iunie 2024) a fost un scriitor, istoric literar și poet maghiar, din 1961 fiind profesor universitar la Barkley și la University Howard din Washington, autor al unor tratate de istorie literară comparată, traduse în numeroase limbi.